# Lapidation de Satan
 (septembre 2016).
Si vous disposez d'ouvrages ou d'articles de référence ou si vous connaissez des sites web de qualité traitant du thème abordé ici, merci de compléter l'article en donnant les références utiles à sa vérifiabilité et en les liant à la section « Notes et références ».

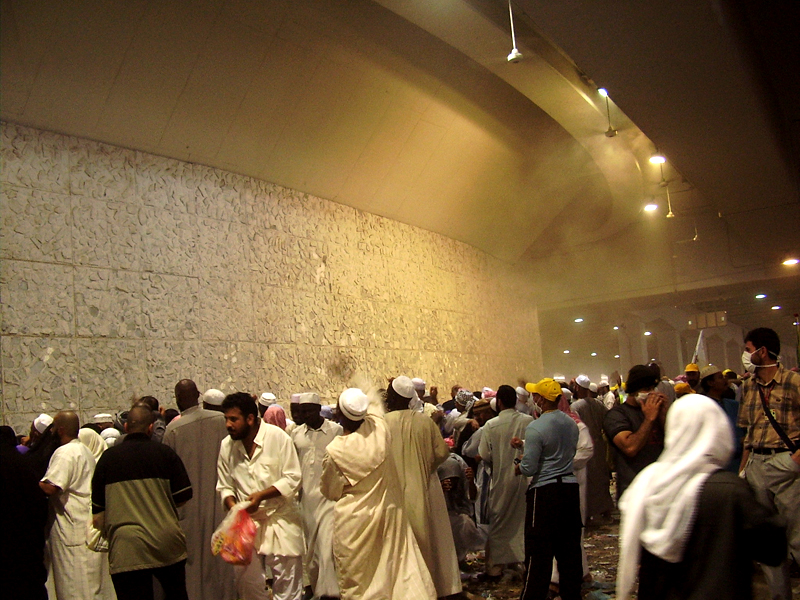
Cérémonie de la lapidation de Satan, 2006, sur un site modernisé

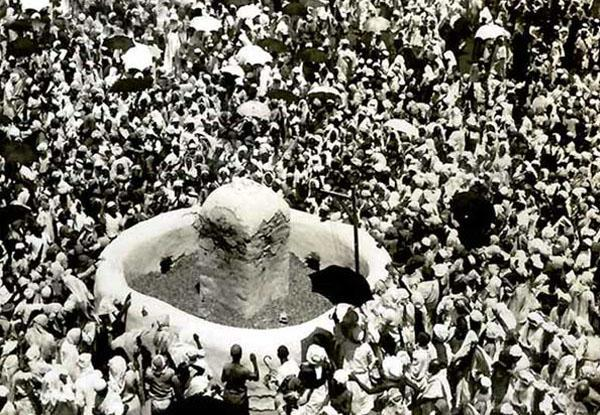
Ancien site de lapidation de Satan, 1942, on remarque la forme devenue arrondie de l'obélisque originelle

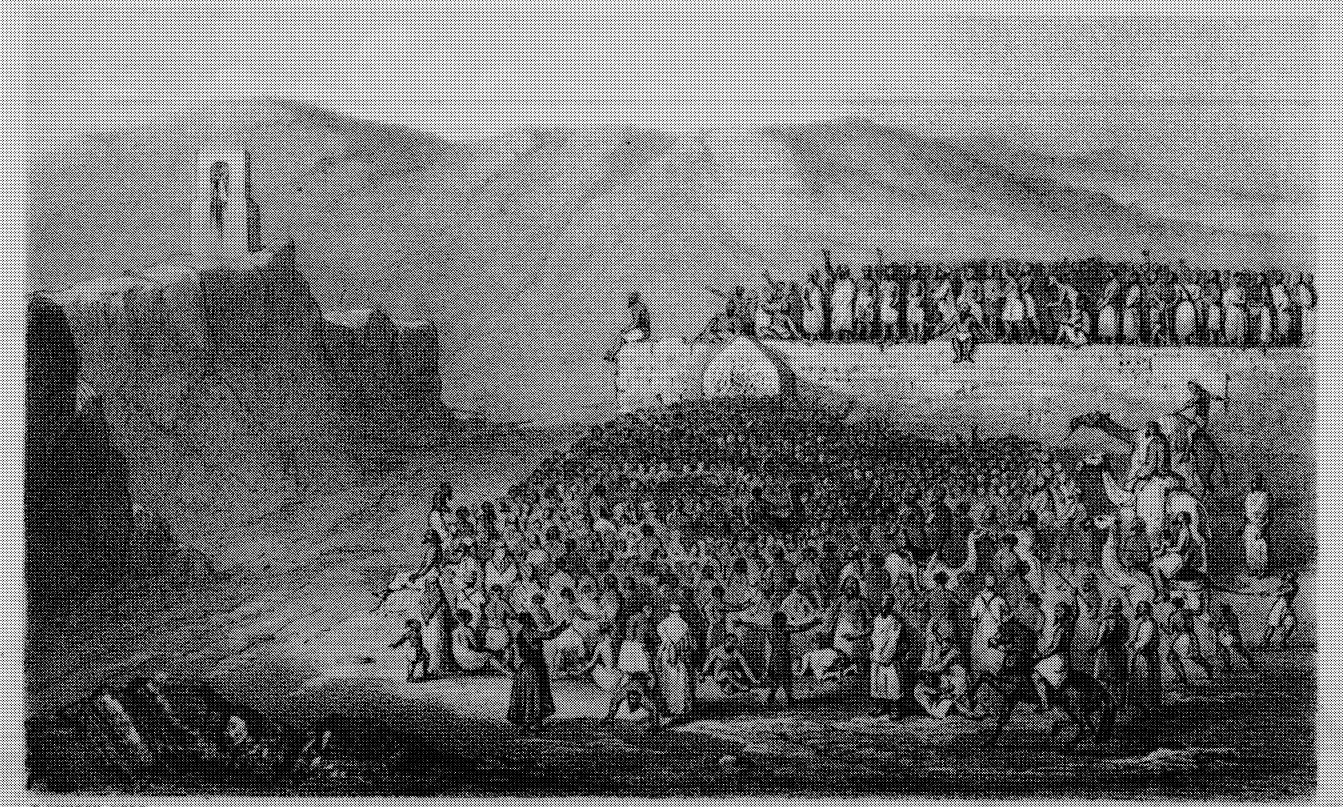
Ancien site de lapidation de Satan, 1857, on remarque la forme originelle en obélisque/benben

La lapidation de Satan (arabe : رمي الجمرات (ramy al-jamarāt), littéralement « lancer [de pierre] sur les cibles [où le diable s'est présenté à Ibrahim pour l'empêcher d'accomplir son devoir] ») est le nom d'une cérémonie religieuse symbolique pratiquée par les musulmans lors de leur pèlerinage appelé Hajj. Durant cette cérémonie, les pèlerins jettent des pierres (collectées durant une phase antérieure du pèlerinage) sur trois endroits précis qui symbolisent le diable.
Ce rite s'effectue le troisième jour du pèlerinage à l'entrée Ouest de Mina en Arabie saoudite, localité située à 5 km à l'Est de La Mecque, après que le pèlerin s'est préalablement muni de 7 cailloux prélevés traditionnellement à Muzdalifah 21° 23′ 33″ N, 39° 56′ 16″ E, localité située au Sud-Est de Mina. Le lancer s'exerçait traditionnellement sur un endroit, cet endroit a désormais été remplacé par un monument plus grand de forme ovale après la bousculade du Hajj en 2006.
Après ce rite, le pèlerin retourne à La Mecque afin d'effectuer une avant dernière circumambulation autour de la Kaaba.

## Signification religieuse

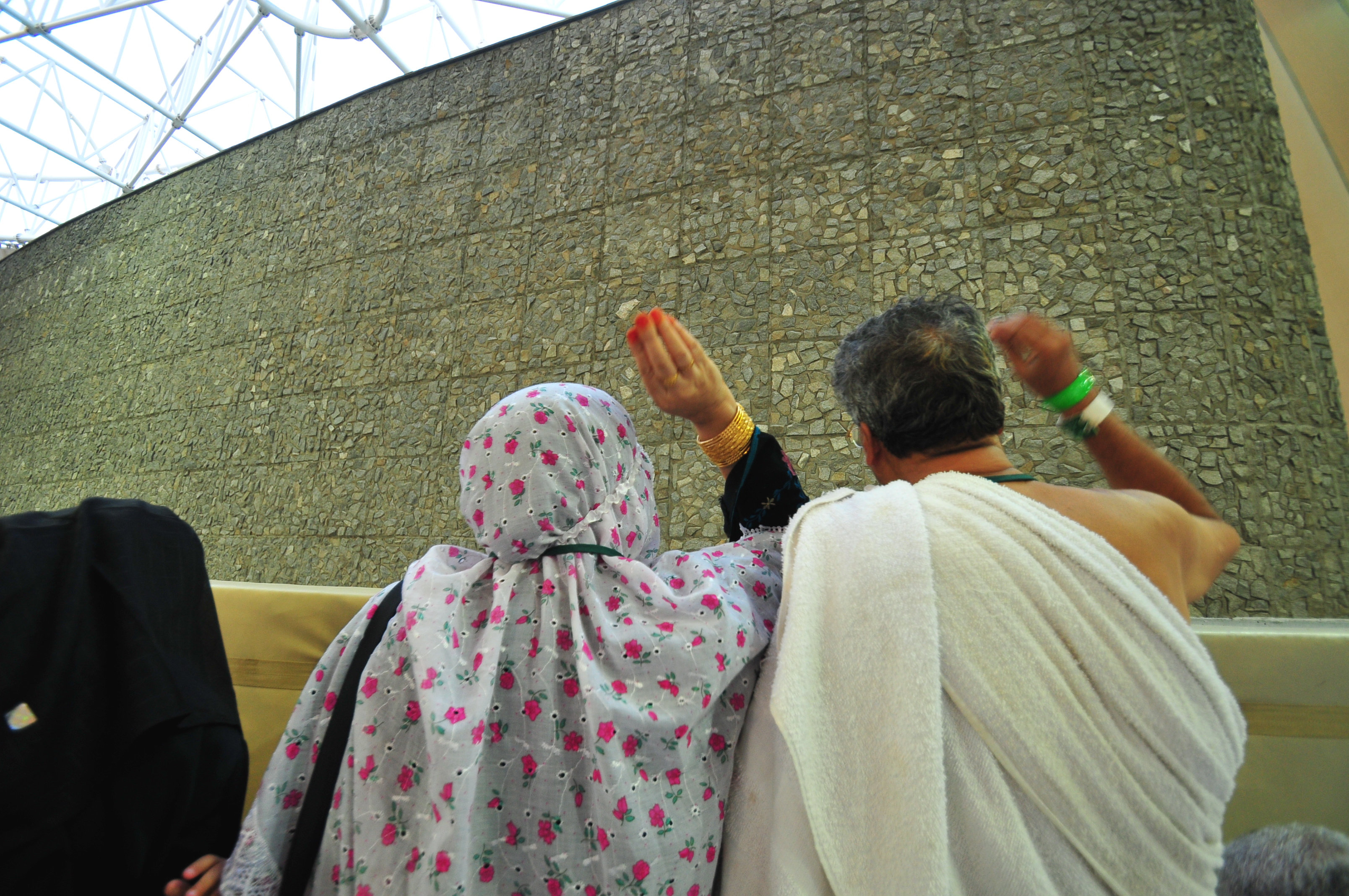
Fidèles musulmans lançant des pierres sur le site de lapidation de Satan

Le lancer de ces pierres évoque l'action faite par Ibrahim et sa famille, où le diable, selon le texte religieux, leur apparut par trois fois en cet endroit. D'abord devant Ibrahim lui-même, puis devant sa femme Agar et ensuite devant leur fils Ismaël.   
Le rite de la lapidation de Satan est fondé sur cette histoire:  Satan chercha par trois fois à influencer Abraham pour qu'il désobéisse à Dieu; Dieu avait en effet ordonné à Abraham d'égorger son fils. Les trois fois, Abraham répondit à Satan en le chassant à coups de pierres et s'apprêta donc à sacrifier son fils. 
Sur les conseils de l'archange Gabriel, Ibrahim « lapide » par trois fois l'apparition à l'aide de sept cailloux, pour lui signifier son mépris. Ce geste a été perpétué, Satan étant symbolisé par trois piliers de pierre : un petit (al-jamrah al-ula ou al-jamrah as-sughra), un moyen (al-jamrah al-wusta) et un grand (al-jamrah al-kubra ou jamrat al-`Aqabah), repérés par trois poteaux distants de respectivement 150 mètres.
Tous trois furent remplacés par les autorités saoudiennes en 2004 par trois murs de 26 m long chacun, situés sous un pont, le Pont de Jamaraat.